# Gnathoribautia mandibularis
Gnathoribautia mandibularis är en mångfotingart som först beskrevs av Lucas 1846.  Gnathoribautia mandibularis ingår i släktet Gnathoribautia och familjen storjordkrypare.
Artens utbredningsområde är Algeriet. Inga underarter finns listade i Catalogue of Life.